# یاسر سلیمانی
یاسر سلیمانی نماینده دوره دوازدهم مجلس شورای اسلامی از حوزه انتخابیه بافت، رابر و ارزوئیه است. ایشان برادرزاده قاسم سلیمانی هستند. 